# Lo Spino
La petite nécropole de Lo Spino  est située sur l'île d'Elbe, sur le plateau au-dessus de Seccheto une frazione de la commune de Campo nell'Elba. Elle se trouve proche du site mégalithique de Sassi Ritti, à une altitude de 332 m.

## Description
Le site abrite quelques tombes en caisson de l' époque villanovienne qui peuvent être datées du début du IXe siècle av. J.-C. L'ensemble du complexe remonte probablement aux sites archéologiques voisins de Le Mure (it) et Pietra Murata.

## Galerie

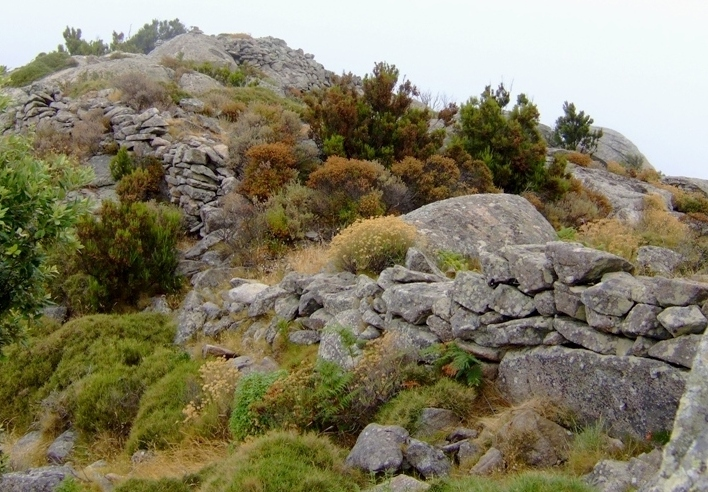
Le Mure
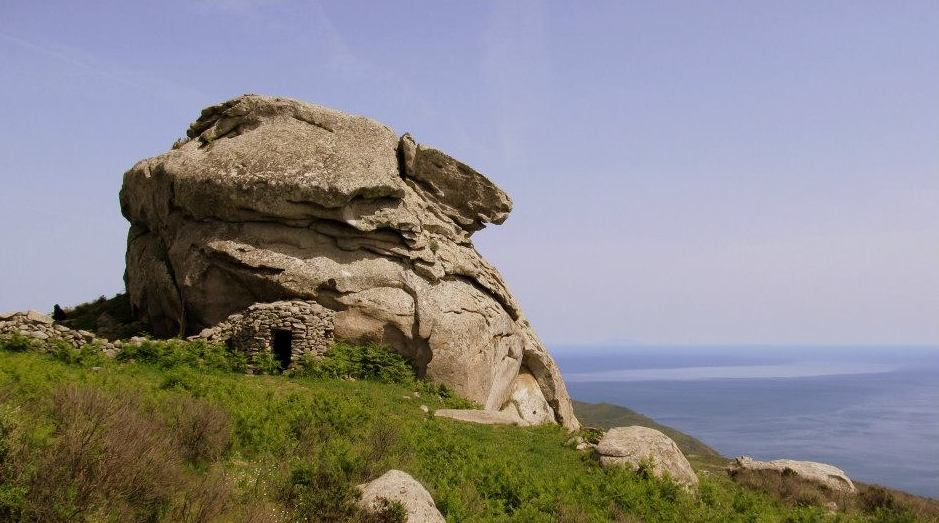
Pietra Murata